# مورد ماسک‌های سربی

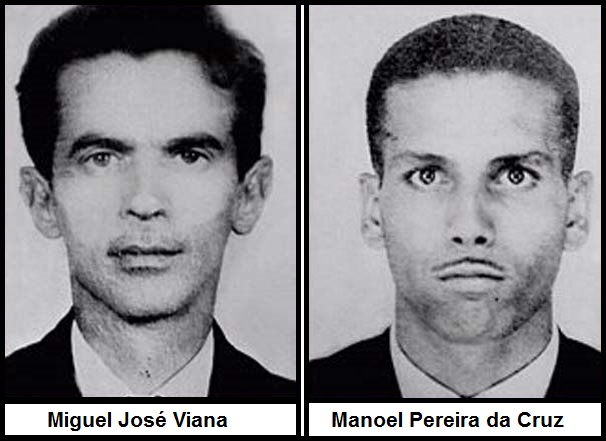
عکسی از میگل ژوزه ویانا و مانوئل پریرا داکروز

مورد ماسک‌های سُربی (پرتغالی: Caso das Máscaras de Chumbo) شامل مجموعه ای از وقایع است که منجر به مرگ دو تکنسین الکترونیک برزیلی به نام‌های مانوئل پریرا داکروز (Manoel Pereira da Cruz) و میگل ژوزه ویانا (Miguel José Viana) شد که آخرین بار توسط خانواده‌هایشان در ۱۷ اوت ۱۹۶۶ دیده شده بودند. اجساد آنها در ۲۰ اوت ۱۹۶۶ کشف شد و علت مرگ آنها هرگز مشخص نشده‌است.

## شرح حادثه‌
بعد از ظهر ۲۰ اوت ۱۹۶۶، پسر جوانی مشغول بازی با بادبادک در منطقه «مورو دو وینتم» (Morro do Vintém) (تپه وینتیم) در نیتروی، ریودوژانیرو بود که با جسد دو مرد مواجه شد و مورد را به مقامات گزارش داد. ناحیه دارای زمینی صعب العبور بود لذا پلیس تا یک روز بعد نتوانست به محل اجساد برسد. هنگامی که تیم کوچکی از پلیس و آتش نشانان به محل رسیدند، با صحنه عجیبی روبرو شدند: اجساد در کنار یکدیگر قرار داشتند و تا حدودی از آن‌ها توسط علف پوشانده شده بود. هر کدام (جنازه‌ها) یک لباس رسمی (منظور لباسی که افراد در محل کار به تن می‌کنند)، چشم‌بندی از جنس سرب و یک لباس ضدآب پوشیده بود. هیچ نشانه ای از ضربه شدید یا از مبارزه و کشمکش وجود نداشت. در کنار اجساد، پلیس یک بطری آب خالی و یک بسته حاوی دو حوله خیس پیدا کرد. یک دفترچه یادداشت کوچک نیز شناسایی شد که روی آن دستورالعمل‌های مرموزی نوشته شده بود، (زبان پرتغالی):
{ "16:30 estar no local determinado. 18:30 ingerir cápsulas, após efeito proteger metais aguardar sinal mascara"}
ترجمه دفترچه یادداشت از زبان پرتغالی به زبان انگلیسی:
('16:30 be at the specified location. 18:30 ingest capsules, after the effect protect metals await signal mask').
ترجمه دفترچه یادداشت از زبان پرتغالی:
('۱۶:۳۰ در محل مشخص شده باش. ۱۸:۳۰ کپسول را قورت بده، پس از تأثیر محافظ از فلزات در انتظار سیگنال ماسک باش').
هویت این دو مرد به نام‌های مانوئل پریرا دا کروز و میگل ژوزه ویانا، دو تکنسین الکترونیکی از کامپوس دوس گویتاکس، شهری در چندین کیلومتری شمال شرقی ریودوژانیرو شناسایی شد. پس از تحقیقات، پلیس یک روایت محتمل از آخرین روزهای زندگی این مردان را بازسازی کرد. در ۱۷ اوت، کروز و ویانا محل گویتاکس (Campos dos Goytacazes) را درحالی ترک کردند که قصد خود را نیاز به خرید مواد یا وسایلی برای کار اعلام کردند. آن دو مرد سپس سوار اتوبوسی به مقصد نیتروی (Niterói) شدند و در ساعت ۲:۳۰ بعد از ظهر به آنجا رسیدند. شواهد نشان می‌دهد که لباس‌های ضدآب از مغازه ای در همان‌جا و یک بطری آب نیز از یک بار محلی خریداری شده‌اند. پس از مصاحبه، پیشخدمت بار میگوئل را «بسیار عصبی» توصیف کرد و متوجه شد که او مرتب ساعت خود را نگاه می‌کند. این آخرین باری است که آنها زنده دیده شده‌اند. فرض بر این است که آنها مستقیماً از همان بار به نقطه‌ای که در آن اجسادشان کشف شده‌اند رفته بودند.
هیچ جراحات واضحی در صحنه و بعداً در کالبد شکافی کشف نشد. جستجو ای برای یافتن مواد سمی انجام نشد. مطب پزشکی قانونی در آن زمان بسیار شلوغ بود و هنگامی که در نهایت زمان کالبد شکافی دو متوفی فرارسید اندام‌های داخلی آن دو به قدری تجزیه یا فاسد شده بود که برای انجام آزمایش‌ها نتایج قابل اعتمادی نداشت.

## نظریه‌ها
تئوری‌های متعددی از جنایت تا یوفو برای توضیح این مورد ارائه شده‌است. یکی از نظریه‌ها حول شهادت یکی از دوستان این دو مرد است که ادعا می‌کند آنها اعضای گروهی تحت عنوان «معنویت گرایان علمی» (scientific spiritualists) بودند. ظاهراً این دو مرد سعی داشتند با استفاده از داروهای روانگردان با فرازمینی‌ها یا ارواح ارتباط برقرار کنند. این افراد با اعتقاد به اینکه چنین مواجهه ای همراه با نور کور کننده ای خواهد بود ماسک‌های فلزی را برای محافظت از چشمان خود ساختند و ممکن است بر اثر مصرف بیش از حد مواد مخدر (اُوِردوز) جان خود را از دست داده باشند. این گزارش تأییدکنندهٔ دفتر یادداشت مبهم ثبت‌شده در صحنه، موادی که در ساخت ماسک استفاده شده و استفاده ادبیاتی در باب ارواح که در خانه مردان پیدا شده می‌باشد.